# Anders Bárány
John Anders Bárány, född 13 juli 1942 i Uppsala, är en svensk professor i teoretisk fysik som 1989–2003 var sekreterare för Nobelkommittén i fysik.

## Biografi
Anders Bárány är son till läkaren Ernst Bárány och psykiatern Margit Boman-Bárány samt sonson till den österrikisk-ungerske nobelpristagaren i medicin Robert Bárány. Han är far till Sigrid Bárány, vinnare i TV-programmet Sveriges mästerkock 2012. Anders Bárány var värd för radioprogrammet Sommar i P1 på SR 30 juni 2014.

## Karriär
Bárány blev filosofie doktor i teoretisk fysik vid Uppsala universitet 1973,
och var senare universitetslektor vid detta universitet. Han var under 1980-talet verksam vid Forskningsinstitutet för atomfysik i Stockholm och institutets CRYRING-anläggning. Sedan delar av institutet överförts till Stockholms universitet som Manne Siegbahnlaboratoriet innehade Bárány en professur där.
Bárány har haft flera uppdrag vid Kungliga Vetenskapsakademien. Han var verkställande redaktör för Physica Scripta 1988–1996 och sekreterare för Nobelkommittén för fysik 1989–2003. Bárány är ledamot av Kungliga Vetenskaps-Societeten i Uppsala sedan 1994 och av Kungliga Vetenskapsakademien sedan 2005. Han var tidigare vice museichef vid Nobelmuseet och har även varit seniorrådgivare där. I och utanför Nobelmuseet har han sedan år 2000 hållit omkring 150 föredrag om Alfred Nobel, Nobelpriset och nobelpristagarna.
I anslutning till tillkännagivandet av Nobelpriset i fysik 2013 avslöjade Bárány varför akademin var försenad. Dagen efter fick han en rejäl utskällning vid Vetenskapsakademiens presidium, där han anklagades för att ha brutit mot en paragraf i stadgan när han medverkade i Studio Ett på Sveriges Radio. Anledningen till förseningen var frågan om även CERN också skulle vara med och dela priset, vilket Bárány ansåg. Enligt honom utgjorde inga grundstadgar i Nobelstiftelsen eller stadgar i Vetenskapsakademien hinder för detta.